# Dnyiprói nemzetközi repülőtér
A Dnyiprói nemzetközi repülőtér (IATA: DNK, ICAO: UKDD) Ukrajna egyik nemzetközi repülőtere, amely Dnyipropetrovszki területen, Dnyipro közelében található. Éves utasforgalma 299 250 fő (2018).

## Történelem
Az Ukrajna elleni 2022-es orosz invázió folyamán március 15-én hajnalban orosz rakétatámadások megsemmisítették a kifutópályát és megrongálták a terminál épületét.

## Futópályák
A repülőtér futópályái:
- 08/26

## Forgalom
Az utasforgalom az elmúlt években az alábbi módon változott:
| Utasok száma | 106 000 | 530 000 | 474 000 | 341 430 | 444 150 | 454 981 | 346 014 | 276 954 | 338 888 | 267 829 |
|              | 1960    | 1980    | 1991    | 2010    | 2012    | 2013    | 2015    | 2017    | 2019    | 2021    |